# Dansband
Un dansband (littéralement : « groupe de danse »), ou danseband en norvégien et danois, est un terme suédois désignant un groupe qui joue de la dansbandsmusik (litt. : « musique de groupe de danse »). La musique de dansbands est souvent dansée à deux. Le jitterbug et de fox-trot sont souvent incluses dans cette catégorie. La musique s'inspire principalement du schlager, de la country, du rock 'n' roll et d'un peu de swing. Pour les groupes orientés vers le rock, l'influence principale est la musique rock des années 1950 et 1960.

## Histoire
Les termes dansband et dansbandsmusik sont inventés vers 1970, lorsque la musique populaire suédoise développe un style caractéristique. Le genre se développe principalement en Suède, mais s'étend aux pays voisins, à savoir la Norvège, le Danemark et les régions suédophones de Finlande. Lorsque la musique est arrivée en Norvège, elle est d'abord appelée « svensktoppar » (d'après le classement musical de la radio suédoise Svensktoppen, qui était une arène majeure pour la musique de dansband avant que ses règles ne changent en janvier 2003). 
Dans les années 1990, des « auteurs-compositeurs de dansband » font leur apparition, parmi lesquels Lasse Holm, Gert Lengstrand et Torgny Söderberg. Pendant de nombreuses années, les mêmes personnes ont écrit des chansons pour la plupart des grands noms, mais les musiciens de dansband commencent rapidement à s'impliquer davantage dans l'écriture de chansons.

## Caractéristiques
Dans les différentes régions de Suède, la musique des dansbands se compose de styles différents. Dans la Scanie, la dansbandmusik est souvent fortement influencée par la country et a souvent un tempo plus lent. Dans le centre de la Suède, le bugg est populaire, et cette région est également connue sous le nom de « buggbältet ». La plupart des anciens groupes bien connus, tels que Vikingarna et Sven-Ingvars, sont originaires de cette région. Dans le Norrland, la dansbandmusik est plus rapide et souvent plus influencé par le rock. Les dansbands sont généralement considérés comme les plus modernes dans leur style. De nombreux habitants du Nord aiment danser le fox-trot rapide et le bugg. 